# Wilhelmina van Pruisenbrug
De Wilhelmina van Pruisenbrug is een elektromechanisch aangedreven ophaalbrug over de Hollandse IJssel bij Hekendorp. Deze brug tussen Hekendorp en Haastrecht verbindt de provincies Zuid-Holland en Utrecht. Er is een radar detectie systeem geïnstalleerd op deze onbemande brug. 
De brug is vernoemd naar de aanhouding van Wilhelmina van Pruisen op 28 juni 1787 langs de Vlist. Ze werd vastgehouden in Hekendorp bij de Goejanverwellesluis. 
Behalve door recreanten wordt de brug ook veel gebruikt door schooljeugd, kerkgangers, reizigers met het openbaar vervoer (naar de bushalte op de N228).

## Brug uit 1992
De brug vervangt de houten beweegbare brug die in 1992 was gebouwd en waarvan de technische levenduur het einde naderde. Door het later toegevoegde zelfbedieningssysteem konden fietsers en wandelaars eenvoudig de normaal openstaande brug laten zakken. Het volstond op een knop te drukken waarmee de twee openstaande brugdelen naar beneden kwamen. 
De houten constructie was na onderzoek in 2018 weliswaar nog veilig volgens de gemeente, maar vertoonde ernstige slijtage. Het zelfbedieningsmechanisme, gebaseerd op een sensorensysteem, vertoonde mankementen en voldeed niet meer aan de vigerende wet- en regelgeving. De gemeente vond reparatie te duur, gezien de nog beperkte levensduur van de brug. Om ongelukken te voorkomen werd zeven dagen per week een brugwachter ingeschakeld. Om dat mogelijk te maken liet de gemeente aanpassingen aan het bedieningsmechanisme uitvoeren. 
Daarmee veranderde de verkeerssituatie bij de Wilhelmina van Pruisenbrug. Voetgangers en fietsers kregen voortaan voorrang op het scheepvaartverkeer. Zodra boten wilden passeren, zorgde een brugwachter er voor dat de twee beweegbare delen omhoog gaan. 
Het Hoogheemraadschap De Stichtse Rijnlanden heeft in 2019 een watervergunning verleend voor het vervangen van de Wilhelmina van Pruisenbrug. 

## Brug uit 2020
De ophaalbrug is grotendeels prefab geproduceerd, vervolgens in delen naar de werklocatie vervoerd, daar gemonteerd en officieel weer geopend op zaterdag 26 september 2020. 
Beroepsscheepvaart kan door middel van inbellen op een geprogrammeerd modem het bewegingswerk activeren. Voor de pleziervaart is een drukknop aangebracht. Voorafgaand aan het openen van de brug wordt met meerdere radars gecontroleerd of de brug vrij is van personen en objecten. Wanneer er iets wordt gedetecteerd, gaat de brug niet open en wordt het openingsproces afgebroken. Bij het sluiten van de brug wordt met infrarood detectoren gecontroleerd of de doorvaart vrij is van vaartuigen. De brug voldoet aan de Machinerichtlijn en is zodoende met CE-markering opgeleverd.